# 雍剑秋旧居
雍剑秋旧居为天津造币总厂副厂长、天津基督教青年会、汇文中学董事长、南开中学董事雍剑秋在天津的故居，建于1920年，位于当时的天津英租界的马厂道（Race Course Road）（今天津市和平区马场道60-62号）。该建筑现为一般保护等级历史风貌建筑和天津市文物保护单位,并作为天津五大道近代建筑群的重要组成部分，被中华人民共和国国务院批准为全国重点文物保护单位。。

## 建筑风格

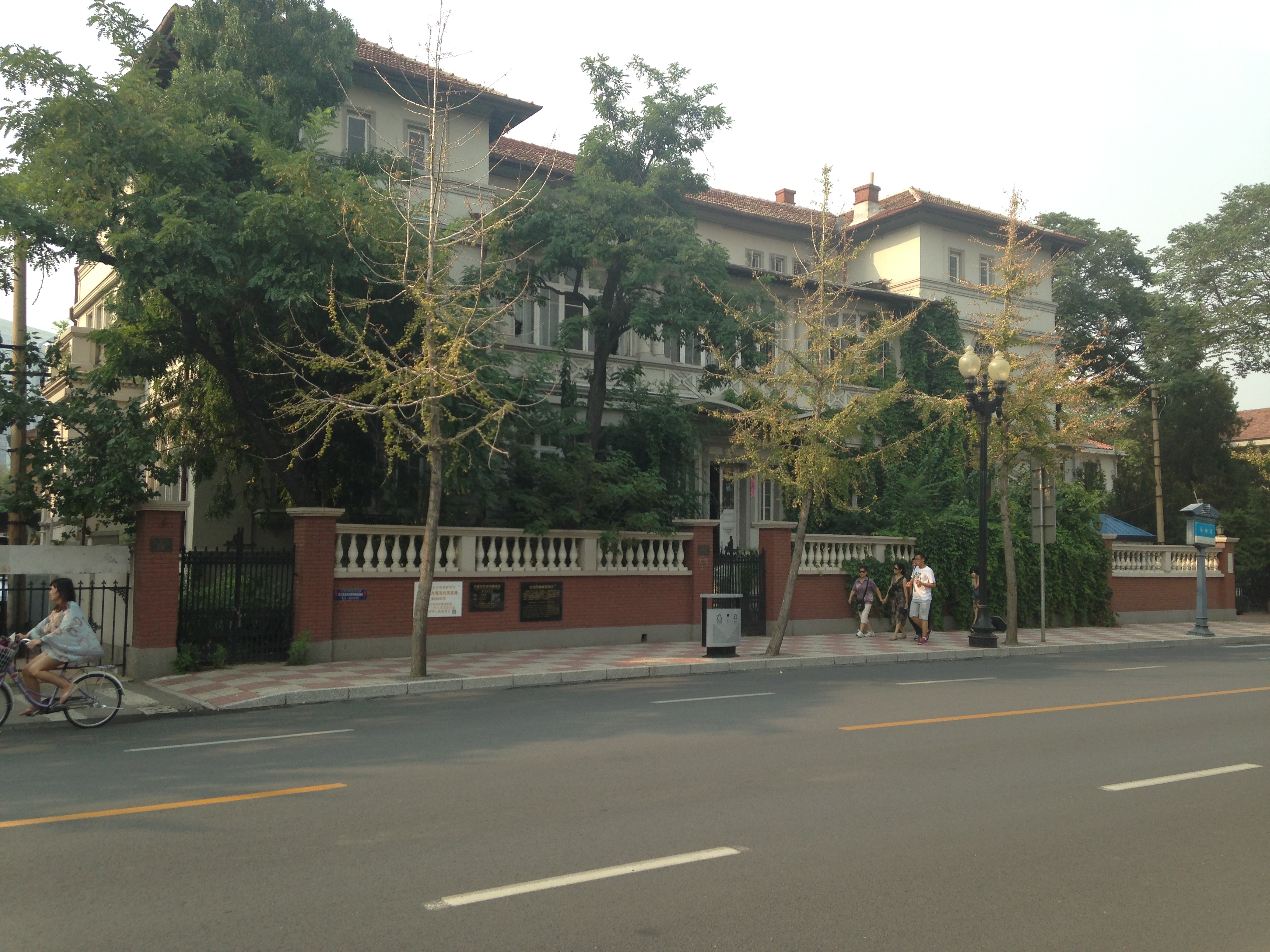

雍剑秋旧居为三层砖木结构洋楼，设有地下室，建筑面积为1728平方米，平面布局严整对称，中部内收，建筑立面为西方古典建筑三段式构图。外立面为通体水泥饰面，筒瓦坡顶，挑檐较深。建筑一层入口为长方形洞门，二层腰线两侧设有两个阳台并装有水泥花饰护栏。建筑侧山左右各设有一方形角楼，下方有旁门。建筑内部用雕花木制品装修。是一栋具有折衷主义风格和南欧风格的建筑。